# Crescens (Heiliger)

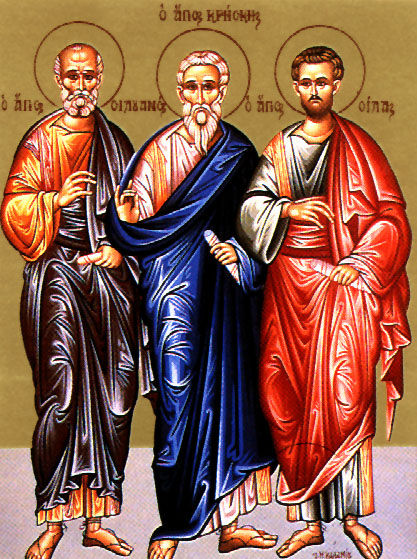
Crescens

Crescens war einer der Siebzig Jünger. Der Name Crescens bedeutet auf Latein der Wachsende. Er wird im Neuen Testament erwähnt: 2 Tim 4,10  berichtet, dass er nach Galatien gezogen sei. Die fälschliche Schreibung „Gallia“ für „Galatia“ (z. B. im Codex Sinaiticus) hat dazu geführt, dass man in Crescens einen Missionar in Gallien sehen wollte. So soll der erste Bischof von Vienne mit dem Crescens des Timotheusbriefs identisch sein, doch beruht dies offenbar auf einer Verwechslung mit dem gleichnamigen Bischof aus dem 3. Jahrhundert. Auch wurde in Legenden aus dem 12. Jh. Crescens als Gründer des Erzbistums Mainz reklamiert (siehe Liste der Bischöfe von Mainz), wohl um – zur damaligen Zeit üblich – Anciennität vorzutäuschen. Crescens soll dem Martyrologium Romanum zufolge unter Trajan als Märtyrer gestorben sein, allerdings gibt es hierfür keine Bestätigung durch frühere Belege. Crescens wird als Heiliger verehrt; sein Gedenktag ist der 27. Juni.